# Qualificazioni al campionato europeo maschile di calcio 1976 - Gruppo 3

## Classifica
| Pos | Squadra          | Pti | G | V | N | P | GF | GS | DR  |
| --- | ---------------- | --- | - | - | - | - | -- | -- | --- |
| 1   | Jugoslavia       | 10  | 6 | 5 | 0 | 1 | 12 | 4  | +8  |
| 2   | Irlanda del Nord | 6   | 6 | 3 | 0 | 3 | 8  | 5  | +3  |
| 3   | Svezia           | 6   | 6 | 3 | 0 | 3 | 8  | 9  | -1  |
| 4   | Norvegia         | 2   | 6 | 1 | 0 | 5 | 5  | 15 | -10 |

## Risultati
| Data             | Luogo    | Squadra 1        | Risultato | Squadra 2        |
| ---------------- | -------- | ---------------- | --------- | ---------------- |
| 4 settembre 1974 | Oslo     | Norvegia         | 2 - 1     | Irlanda del Nord |
| 30 ottobre 1974  | Belgrado | Jugoslavia       | 3 - 1     | Norvegia         |
| 30 ottobre 1974  | Solna    | Svezia           | 0 - 2     | Irlanda del Nord |
| 16 aprile 1975   | Belfast  | Irlanda del Nord | 1 - 0     | Jugoslavia       |
| 4 giugno 1975    | Solna    | Svezia           | 1 - 2     | Jugoslavia       |
| 9 giugno 1975    | Oslo     | Norvegia         | 1 - 3     | Jugoslavia       |
| 30 giugno 1975   | Solna    | Svezia           | 3 - 1     | Norvegia         |
| 13 agosto 1975   | Oslo     | Norvegia         | 0 - 2     | Svezia           |
| 3 settembre 1975 | Belfast  | Irlanda del Nord | 1 - 2     | Svezia           |
| 15 ottobre 1975  | Zagabria | Jugoslavia       | 3 - 0     | Svezia           |
| 29 ottobre 1975  | Belfast  | Irlanda del Nord | 3 - 0     | Norvegia         |
| 19 novembre 1975 | Belgrado | Jugoslavia       | 1 - 0     | Irlanda del Nord |